# Paco de María (álbum)
Paco de María es el título homónimo del cuarto álbum de estudio del cantante mexicano Paco de María. Fue publicado el 20 de abril de 2018, con la distribución de la compañía discográfica Drágora. Se trata de un álbum de big band vocal, interpretado en español y en inglés en el que Paco de María figura como coproductor y co-arreglista junto con el músico y arreglista cubano Yumar Bonachea. Continuando con la misma identidad musical que ha desarrollado a lo largo de su carrera, la producción explora la balada latinoamericana, jazz, swing e influencias de las grandes bandas estadounidenses.
La producción fue grabada en Toronto, Los Ángeles, Mérida, Ciudad de México, y Estado de México.
Eduardo Magallanes participó como arreglista de los temas Homenaje a Juan Gabriel (Ya Lo Sé Que Tú Te Vas / Costumbres), y Dímelo, también de la autoría de Juan Gabriel. Mario Santos participó en los arreglos musicales de The First Time Ever I Saw Your Face.
El álbum incluye los sencillos Homenaje a Juan Gabriel (Ya Lo Sé Que Tú Te Vas / Costumbres), lanzado el 13 de octubre de 2017, y Just a Gigolo, lanzado el 15 de diciembre de 2017. Como bonus track incluye Cuando Yo Quería Ser Grande, sencillo previamente lanzado el 20 de junio de 2016.
La versión física del álbum incluye un DVD con 6 videoclips.

## Canciones
- CD

| N.º | Título                                                          | Escritor(es)                                 | Duración |  |
| 1.  | «Te Quiero, Dijiste»                                            | María Grever                                 | 4:12     |  |
| 2.  | «Bésame Mucho»                                                  | Consuelo Velázquez                           | 3:47     |  |
| 3.  | «Todo Mi Corazón»                                               | Ilán Chester                                 | 4:22     |  |
| 4.  | «Just a Gigolo»                                                 | Caesar Irving, Casucci Nello, Brammer Julius | 3:50     |  |
| 5.  | «Homenaje a Juan Gabriel (Ya Lo Sé Que Tú Te Vas / Costumbres)» | Juan Gabriel                                 | 6:51     |  |
| 6.  | «Si Dios Me Quita La Vida»                                      | Luis Demetrio                                | 4:32     |  |
| 7.  | «Luz y Sombra»                                                  | Rubén Fuentes                                | 3:21     |  |
| 8.  | «Dímelo»                                                        | Juan Gabriel                                 | 3:40     |  |
| 9.  | «Total»                                                         | Ricardo García Perdomo                       | 2:58     |  |
| 10. | «The First Time Ever I Saw Your Face»                           | Ewan MacColl                                 | 4:39     |  |
| 11. | «Cuando Yo Quería Ser Grande»                                   | Manuel Monterrosas                           | 4:26     |  |

- DVD Todos los videos dirigidos por Julio Berthely

| N.º | Título                                                          | Duración |  |
| 1.  | «Te Quiero, Dijiste»                                            |          |  |
| 2.  | «Just a Gigolo»                                                 |          |  |
| 3.  | «Total»                                                         |          |  |
| 4.  | «Bésame Mucho»                                                  |          |  |
| 5.  | «Todo Mi Corazón»                                               |          |  |
| 6.  | «Homenaje a Juan Gabriel (Ya Lo Sé Que Tú Te Vas / Costumbres)» |          |  |

## Créditos de producción
- Productor Ejecutivo: Paco de María
- Producido y dirigido por: Yumar Bonachea
- Coproducción y dirección: Paco de María
- Mezclado por: Érick Urbina
- Masterizado en: Reso Mastering
- Producción vocal: Guido Laris
- Grabado en: Akasha Sound Lab, Yumar Studio-Brassing Sound (Ciudad de México, México), Antarrec Studio (Estado de México, México), El taller Studio (Toronto, Canadá), Q Studios (Mérida, México), FM Records (Baton Rouge, Los Ángeles)
- Ingenieron de grabación: Yumar Bonachea, Guido Laris, Adrián Noñora, Daniel Noñora, Roberto Velasco, Alberto Palomo
- Estilismo e imagen: Irma Sartie y Alejandra Vanta Sartie
- Diseño y arte digital: Carlos Rojas

- Datos: Q61051398